# پایگاه هوایی بوریسوگلبسک
پایگاه هوایی بوریسوگلبسک (به انگلیسی: Borisoglebsk (air base)) یک فرودگاه نظامی است که یک باند فرود بتن دارد و طول باند آن ۲۵۰۰ متر است. این فرودگاه در کشور روسیه قرار دارد و در ارتفاع ۱۱۹ متری از سطح دریا واقع شده‌است.